# Anatolij Alekseevič Solonicyn

Solonycin (a destra) con Nikolaj Sergeev in Andrej Rublëv (1966)

Anatolij Alekseevič Solonicyn (in russo Анатолий Алексеевич Солоницын?; Nižnij Tagil, 30 agosto 1934 – Mosca, 11 giugno 1982) è stato un attore sovietico.

## Biografia
Fu l'attore preferito di Andrej Tarkovskij, per il quale recitò in quattro film, il primo dei quali, Andrej Rublëv (1966), lo vedeva come protagonista. Tarkovskij lo avrebbe voluto protagonista anche dei suoi ultimi due film, ma Solonicyn morì di cancro prima della loro realizzazione. Nel 1981 vinse l'Orso d'argento per il miglior attore al XXXI Festival internazionale del cinema di Berlino per il film 26 giorni della vita di Dostoevskij. Avrebbe dovuto interpretare i ruoli principali negli ultimi due film di Tarkovskij, ma morì prematuramente di cancro ai polmoni, nel 1982. Si è ipotizzato che la sua malattia sia stata causata dall'inquinamento chimico della centrale elettrica di Tallinn, in Estonia, dove venne girato Stalker.

## Filmografia parziale
- Andrej Rublëv, regia di Andrej Tarkovskij (1966)
- Solaris (Soljaris), regia di Andrej Tarkovskij (1972)
- Amico tra i nemici, nemico tra gli amici (Svoy sredi chuzhikh, chuzhoy sredi svoikh), regia di Nikita Michalkov (1974)
- Lo specchio (Zerkalo), regia di Andrej Tarkovskij (1975)
- L'ascesa (Восхождение), regia di Larisa Efimovna Sepit'ko (1977)
- Stalker, regia di Andrej Tarkovskij (1979)
- 26 giorni della vita di Dostoevskij (Dvadtsat shest dney iz zhizni Dostoevskogo), regia di Aleksandr Zarchi (1981)
- Ostanovilsja poezd , regia di Vadim Jusupovič Abdrašitov (1982)

## Doppiatori italiani
- Sergio Rossi in Andrej Rublëv, Stalker
- Renzo Stacchi in Lo specchio